# Ex on the Beach Italia (temporada 1)
Artículo Principal: Ex on the Beach Italia
La primera temporada de Ex on the Beach Italia, un programa de telerrealidad italiano basado en la serie británica Ex on The Beach. El programa fue anunciado el 16 de julio de 2018, fue estrenada en MTV Italia el  26 de septiembre de 2018. La lista oficial de los miembros del reparto fue confirmado con una imagen difundida en las redes, incluye cuatro chicos solteros así como cuatro chicas solteras. También se confirmó a Elettra Lamborghini como anfitriona.

## Elenco
| 9 | Andrea Zolli       | 29 | Varese   | Tecla De Santis                     |  |  |  |  |  |  |  |  |
| 8 | Federica Pacela    | 31 | Biella   | Yuri Rambaldi                       |  |  |  |  |  |  |  |  |
| 9 | Gianluca Giargiulo | 27 | Gabbro   | Alssia                              |  |  |  |  |  |  |  |  |
| 9 | Gianmarco Capironi | 29 | Millan   | Naomi De Crescenzo, Jessica Salazar |  |  |  |  |  |  |  |  |
| 9 | Jessica Ferrara    | 27 | Nápoles  | Renato Biancardi                    |  |  |  |  |  |  |  |  |
| 4 | Michele De Falco   | 23 | Nápoles  | N/A                                 |  |  |  |  |  |  |  |  |
| 3 | Miriam             | 23 | Milan    | Federico Dolce                      |  |  |  |  |  |  |  |  |
| 9 | Vanessa Sedita     | 21 | Milan    | Luciana Capolongo, Deliel Moiana    |  |  |  |  |  |  |  |  |
|   |                    |    |          |                                     |  |  |  |  |  |  |  |  |
| 9 | Tecla De Santis    |    | Roma     | Andrea Zolli                        |  |  |  |  |  |  |  |  |
| 4 | Federico Dolce     | 32 | Milan    | Miriam                              |  |  |  |  |  |  |  |  |
| 7 | Yuri Rambaldi      | 25 | Pavía    | Federica Pacela, Raffaella Cafagna  |  |  |  |  |  |  |  |  |
| 7 | Naomi De Crescenzo | 22 | Milan    | Gianmarco Capironi                  |  |  |  |  |  |  |  |  |
| 6 | Renato Biancardi   | 25 | Nápoles  | Jessica Ferrara                     |  |  |  |  |  |  |  |  |
| 3 | Jessica Salazar    |    | Madellín | Gianmarco Capironi                  |  |  |  |  |  |  |  |  |
| 4 | Luciana Capolongo  |    | Ibiza    | Vanessa Sedita                      |  |  |  |  |  |  |  |  |
| 2 | Raffaella Cafagna  |    |          | Yuri Rambaldi                       |  |  |  |  |  |  |  |  |
| 3 | Deliel Moiana      |    |          | Vanessa Sedita                      |  |  |  |  |  |  |  |  |
| 2 | Alessia Arati      |    |          | Gianluca Gargiulo                   |  |  |  |  |  |  |  |  |

### Duración de los participantes
| Andrea    |  |  |  |  |  |  |  |  |  |  |  |  |
| Federica  |  |  |  |  |  |  |  |  |  |  |  |  |
| Gianluca  |  |  |  |  |  |  |  |  |  |  |  |  |
| Gianmarco |  |  |  |  |  |  |  |  |  |  |  |  |
| Jessica F |  |  |  |  |  |  |  |  |  |  |  |  |
| Michele   |  |  |  |  |  |  |  |  |  |  |  |  |
| Miriam    |  |  |  |  |  |  |  |  |  |  |  |  |
| Vanessa   |  |  |  |  |  |  |  |  |  |  |  |  |
|           |  |  |  |  |  |  |  |  |  |  |  |  |
| Tecla     |  |  |  |  |  |  |  |  |  |  |  |  |
| Federico  |  |  |  |  |  |  |  |  |  |  |  |  |
| Yuri      |  |  |  |  |  |  |  |  |  |  |  |  |
| Naomi     |  |  |  |  |  |  |  |  |  |  |  |  |
| Renato    |  |  |  |  |  |  |  |  |  |  |  |  |
| Jessica S |  |  |  |  |  |  |  |  |  |  |  |  |
| Luciana   |  |  |  |  |  |  |  |  |  |  |  |  |
| Raffaella |  |  |  |  |  |  |  |  |  |  |  |  |
| Deliel    |  |  |  |  |  |  |  |  |  |  |  |  |
| Alessia   |  |  |  |  |  |  |  |  |  |  |  |  |

Notas
     = "Miembro del reparto" aparece en este episodio.
     = "Miembro del reparto" llega a la playa.
     = "Miembro del reparto" tiene un ex la playa.
     = "Miembro del reparto" tiene dos exes en la playa en el mismo episodio.
     = "Miembro del reparto" llega a la playa y un ex llega durante el mismo episodio.
     = "Miembro del reparto" sale de la playa.
     = "Miembro del reparto" Tiene un ex en la playa y se retira de la casa.
     = "Miembro del reparto" no aparece en este episodio.
     = "Miembro del reparto" llega a la playa y se retira en el mismo episodio.

## Episodios
| N.º (total) | N.º (temp.) | Título                               | Estreno en Italia        |
| ----------- | ----------- | ------------------------------------ | ------------------------ |
| 1           | 1           | «Episodio 1»                         | 26 de septiembre de 2018 |
| 2           | 2           | «Episodio 2»                         | 3 de octubre de 2018     |
| 3           | 3           | «Episodio 3»                         | 10 de octubre de 2018    |
| 4           | 4           | «Episodio 4»                         | 10 de octubre de 2018    |
| 5           | 5           | «Episodio 5»                         | 17 de octubre de 2018    |
| 6           | 6           | «Episodio 6»                         | 24 de octubre de 2018    |
| 7           | 7           | «Episodio 7»                         | 31 de octubre de 2018    |
| 8           | 8           | «Episodio 8»                         | 7 de noviembre de 2018   |
| 9           | 9           | «Episodio 9»                         | 14 de noviembre de 2018  |
| –           | –           | «Lo mejor de Ex on the Beach Italia» | 21 de noviembre de 2018  |